# Lista trałowców pomocniczych Royal Australian Navy
Lista trałowców pomocniczych Royal Australian Navy – w okresie I i II wojny światowej australijska Australijska Marynarka Wojenna (RAN) zarekwirowała szereg statków cywilnych i przystosowała je do roli trałowców pomocniczych (auxiliary trawlers).  Jako okręty RAN-u używane były nie tylko jako trałowce, ale także w wielu innych rolach, na przykład jako patrolowce czy eskortowce.

## Lista okrętów
Łącznie jako trałowce pomocnicze zarekwirowano trzy statki w czasie pierwszej wojny światowej i 35 w czasie II wojny światowej.  W trakcie działań wojennych stracono dwa okręty – HMAS „Goorangai” który zatonął po kolizji z innym statkiem i HMAS „Patricia Cam” który został zatopiony przez japoński samolot.
| Nazwa                  | Pojemność brutto (t) | Rok wodowania | Rodzaj statku  | Wojna   | Uwagi                                                                                    |
| ---------------------- | -------------------- | ------------- | -------------- | ------- | ---------------------------------------------------------------------------------------- |
| HMAS „Cecil Rhodes”    | 160                  | 1894          | holownik       | I w.ś.  | Jako holownik służył jeszcze w latach 40.                                                |
| HMAS „Champion”        | 307                  | 1895          | holownik       | I w.ś.  | Złomowany w latach 50.                                                                   |
| HMAS „James Paterson”  | 247                  | 1902          | holownik       | I w.ś.  | Złomowany w 1966                                                                         |
| HMAS „Alfie Cam”       | 282                  | 1920          | statek rybacki | II w.ś. | Zatonął w 1952                                                                           |
| HMAS „Allenwood”       | 398                  | 1920          | kabotażowiec   | II w.ś. | Złomowany w 1951                                                                         |
| HMAS „Bermagui”        | 402                  | 1912          | kabotażowiec   | II w.ś. | Zatonął w 1979                                                                           |
| HMAS „Beryl II”        | 248                  | 1914          | statek rybacki | II w.ś. | Złomowany w 1955                                                                         |
| HMAS „Birchgrove Park” | 640                  | 1930          | węglowiec      | II w.ś. | Zatonął w sztormie w 1965                                                                |
| HMAS „Bombo”           | 540                  | 1930          | kabotażowiec   | II w.ś. | Zatonął w sztormie w 1949                                                                |
| HMAS „Bonthorpe”       | 273                  | 1917          | statek rybacki | II w.ś. | trałowiec typu Castle                                                                    |
| HMAS „Coolebar”        | 479                  | 1911          | kabotażowiec   | II w.ś. |                                                                                          |
| HMAS „Coombar”         | 581                  | 1912          | kabotażowiec   | II w.ś. |                                                                                          |
| HMAS „Doomba”          |                      | 1912          | prom           | II w.ś. | ex HMS „Wexford”, trałowiec typu Hunt                                                    |
| HMAS „Durraween”       | 271                  | 1918          | statek rybacki | II w.ś. | trałowiec typu Castle                                                                    |
| HMAS „Goolgwai”        | 271                  | 1919          | statek rybacki | II w.ś. | Trałowce typu Castle                                                                     |
| HMAS „Goonambee”       | 222                  | 1919          | statek rybacki | II w.ś. |                                                                                          |
| HMAS „Goorangai”       | 223                  | 1919          | statek rybacki | II w.ś. | zatonął w wyniku kolizji w 1940, pierwszy okręt RAN stracony w czasie II wojny światowej |
| HMAS „Gunbar”          | 480                  | 1911          | kabotażowiec   | II w.ś. |                                                                                          |
| HMAS „Kianga”          | 273                  | 1922          | kabotażowiec   | II w.ś. |                                                                                          |
| HMAS „Korowa”          | 324                  | 1920          | statek rybacki | II w.ś. | złomowany w 1956                                                                         |
| HMAS „Marrawah”        | 472                  | 1910          | kabotażowiec   | II w.ś. |                                                                                          |
| HMAS „Mary Cam”        | 202                  | 1918          | statek rybacki | II w.ś. | Złomowany w 1957                                                                         |
| HMAS „Medea”           | 778                  | 1912          | kabotażowiec   | II w.ś. | ex HMS „Circe”, siostrzany statek HMAS „Mercedes”                                        |
| HMAS „Mercedes”        | 793                  | 1912          | kabotażowiec   | II w.ś. | ex HMS „Medusa”, siostrzany statek HMAS „Medea”                                          |
| HMAS „Nambucca”        | 498                  | 1936          | kabotażowiec   | II w.ś. | Później pływająca stacja demagnetyzacyjna USS YDG-5”                                     |
| HMAS „Narani”          | 381                  | 1914          | kabotażowiec   | II w.ś. |                                                                                          |
| HMAS „Olive Cam”       | 281                  | 1920          | statek rybacki | II w.ś. | Zatonął w 1954                                                                           |
| HMAS „Orara”           | 1297                 | 1907          | kabotażowiec   | II w.ś. | Zatonął na minie w 1950                                                                  |
| HMAS „Paterson”        | 446                  | 1920          | kabotażowiec   | II w.ś. |                                                                                          |
| HMAS „Patricia Cam”    | 301                  | 1940          | statek rybacki | II w.ś. | Zatopiony przez japoński samolot w 1943                                                  |
| HMAS „Samuel Benbow”   | 122                  | 1918          | statek rybacki | II w.ś. |                                                                                          |
| HMAS „Tambar”          | 456                  | 1912          | kabotażowiec   | II w.ś. |                                                                                          |
| HMAS „Terka”           | 420                  | 1925          | kabotażowiec   | II w.ś. |                                                                                          |
| HMAS „Tolga”           | 418                  | 1925          | kabotażowiec   | II w.ś. |                                                                                          |
| HMAS „Tongkol”         | 292                  | 1926          | statek rybacki | II w.ś. |                                                                                          |
| HMAS „Toorie”          | 414                  | 1925          | kabotażowiec   | II w.ś. |                                                                                          |
| HMAS „Uki”             | 545                  | 1923          | kabotażowiec   | II w.ś. |                                                                                          |
| HMAS „Warrawee”        | 423                  | 1909          | kabotażowiec   | II w.ś. |                                                                                          |

## Pieśń marynarzy trałowców pomocniczych
Tekst napisał nieznany autor, piosenka śpiewana jest na melodię bardzo popularnej angielskich piosenki żołnierskiej „Bless 'Em All”.
They say there’s a minesweeper leaving Queenscliff,
Out on a job that we hate,
Heavily laden with minesweeping gear;
Gear and the wires we often do break.
Now the boys miss the boat and they’re rattled again,
They’re put on the boat and do seven days pen.
On, we only want to go home, and watch the ships over the foam.
They’ll be in safe keeping  ‘cause we did the sweeping,
So please, DNO send us home.
Uwagi:
- Queenscliff – miasto w Australii
- DNO – District Naval Officer

W wolnym tłumaczeniu:
Z Queenscliff wychodzi na morze trałowiec,
Z robotą którą nienawidzimy.
Ciężko załadowany różnymi trałami,
Trałami i linami które często się psują.
Chłopcy nie zdążyli na łódź i znowu im się dostanie.
Wsadzili ich do brygu i posiedzą tam siedem dni.
My tylko chcemy wrócić do domu i oglądać statki z daleka.
One i tak będą bezpieczne  bo wykonaliśmy swoją pracę.
Więc prosimy dajcie nam wrócić do domu.